# Montserrat
Montserrat (/ˌmɒntsəˈræt/ MONT-sə-RAT) là một Lãnh thổ hải ngoại thuộc Anh ở Vùng Caribe. Nó là một phần của Quần đảo Leeward, phần phía Bắc của chuỗi Tiểu Antilles thuộc Tây Ấn. Montserrat dài khoảng 16 km (10 dặm) và rộng 11 km (7 dặm), với khoảng 40 km (25 dặm) đường bờ biển. Nó có biệt danh là "Đảo ngọc lục bảo của vùng Caribe" vì nó giống với vùng ven biển Ireland và cũng vì nhiều người dân ở đây có tổ tiên là người Ireland. Montserrat là thành viên đầy đủ duy nhất của Cộng đồng Caribe và Tổ chức các quốc gia Đông Caribe mà không có chủ quyền hoàn toàn.
Vào ngày 18 tháng 7 năm 1995, ngọn núi lửa Soufrière Hills ở phía Nam hòn đảo đã bắt đầu hoạt động trở lại. Các vụ phun trào đã phá hủy thủ phủ Plymouth. Từ năm 1995 đến năm 2000, hai phần ba dân số trên đảo buộc phải di dời, chủ yếu đến Vương quốc Anh, khiến chỉ còn lại ít hơn 1.200 người trên đảo vào năm 1997 (tăng lên gần 5.000 vào năm 2016). Hoạt động núi lửa vẫn tiếp tục, chủ yếu ảnh hưởng đến vùng lân cận Plymouth, bao gồm các cơ sở cập cảng và phía Đông của hòn đảo xung quanh Sân bay W. H. Bramble trước đây, tàn tích của nó đã bị chôn vùi bởi dòng chảy dung nham từ hoạt động núi lửa vào ngày 11 tháng 2 năm 2010.
Một khu vực cấm, bao gồm phần phía Nam của hòn đảo cho đến tận phía Bắc của Thung lũng Belham, đã được áp đặt do kích thước của mái vòm núi lửa hiện có và khả năng xảy ra hoạt động pyroclastic. Du khách thường không được phép vào khu vực cấm, nhưng có thể nhìn thấy quang cảnh Plymouth bị tàn phá từ Garibaldi Hill ở Vịnh Isles. Tương đối yên tĩnh kể từ đầu năm 2010, ngọn núi lửa này tiếp tục được Đài quan sát núi lửa Montserrat theo dõi chặt chẽ.
Vào năm 2015, có thông báo rằng chính phủ sẽ thực hiện quy hoạch, bắt đầu ở một thị trấn và cảng mới tại Little Bay trên bờ biển phía Tây Bắc của hòn đảo. Trong khi các kế hoạch bổ sung được tiến hành, trung tâm chính phủ và doanh nghiệp được chuyển đến Brades. Sau một số lần trì hoãn, bao gồm do Bão Irma và Maria vào năm 2017 và đại dịch COVID-19 bắt đầu vào đầu năm 2020, vào tháng 6 năm 2022, Dự án Phát triển Cảng Little Bay, một dự án trị giá 28 triệu bảng Anh, đã động thổ được tài trợ bởi Vương quốc Anh và Ngân hàng Phát triển Caribe.

## Lịch sử

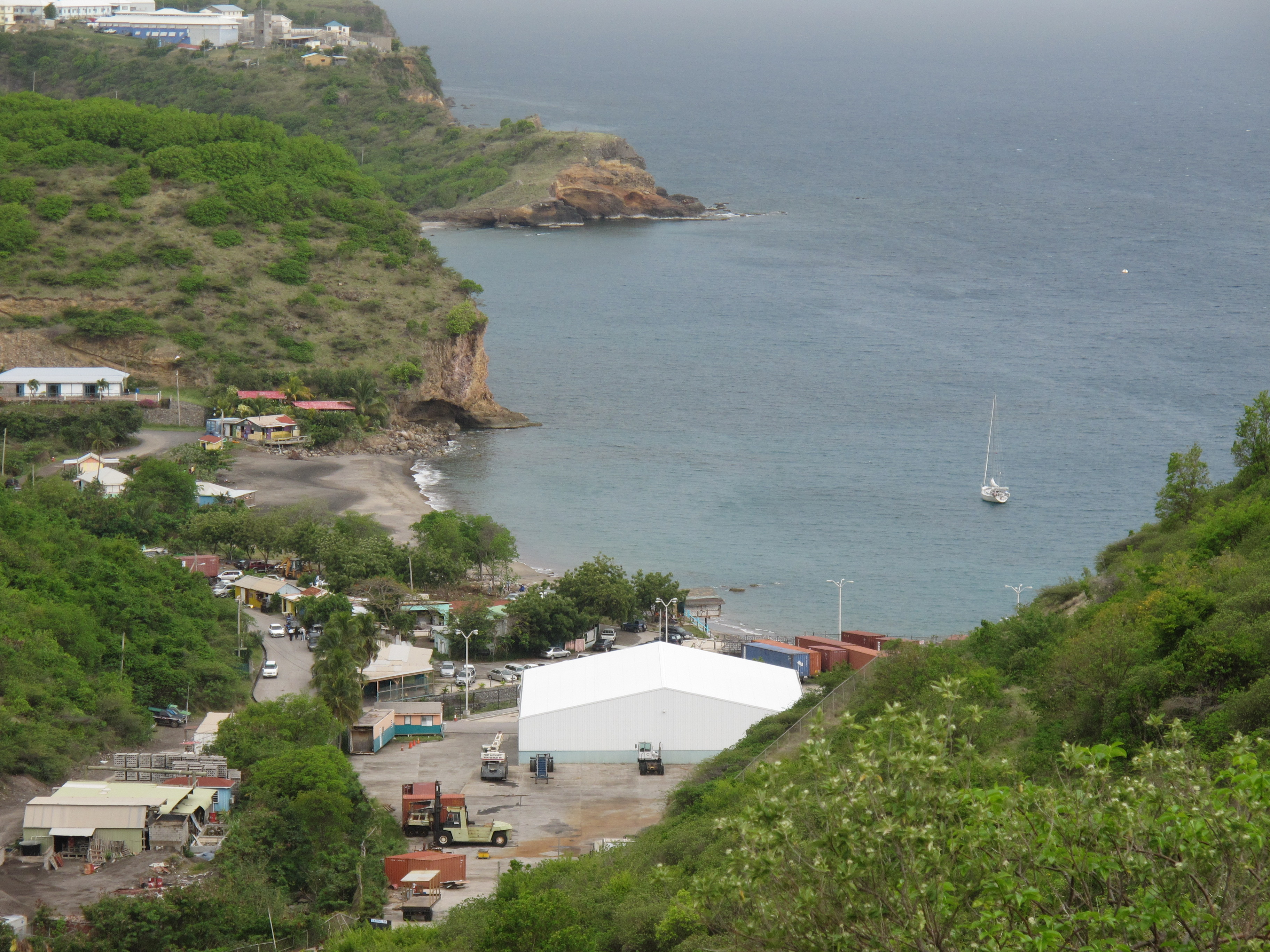
Quang cảnh một nửa đường bờ biển của Vịnh Little và nhìn thoáng qua về Vịnh Carrs, được chụp từ đoạn đường lên mũi đất giữa Vịnh Little và Vịnh Rendezvous, 2012

Bản đồ Montserrat (trên cùng) và Plymouth (dưới) năm 1869

### Cây trồng và chính trị mới

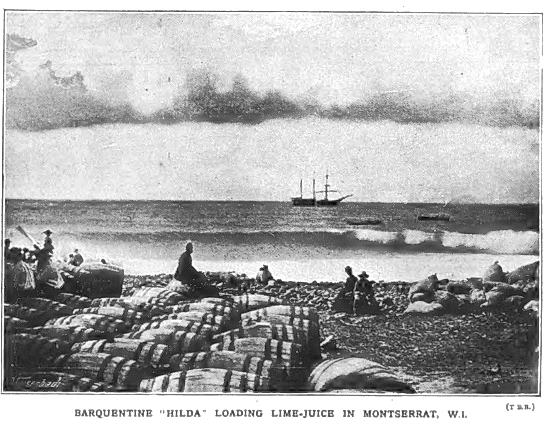
Barquentine 'Hilda' nạp nước cốt chanh

### Đơn vị hành chính

Parishes
St. Peter (red)
St. Georges (green)
St. Anthony (cyan)
Plymouth (◾)

## Địa lý

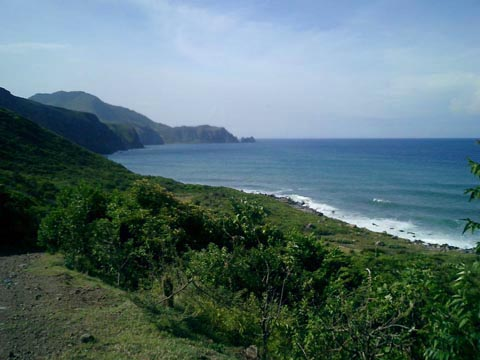
Đường bờ biển của Montserrat

## Kinh tế

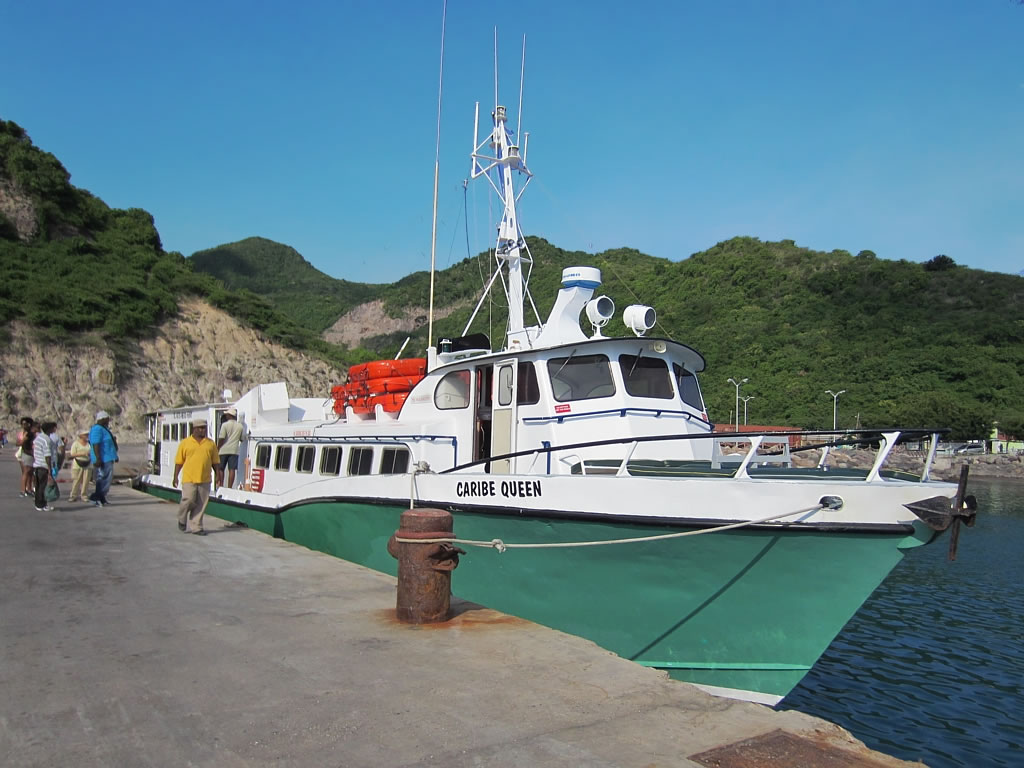
The MV Caribe Queen là một chiếc phà Nevis đưa đón hành khách giữa Antigua và Montserrat vài lần một tuần

Tỷ lệ đại diện cho xuất khẩu của Montserrat, 2019

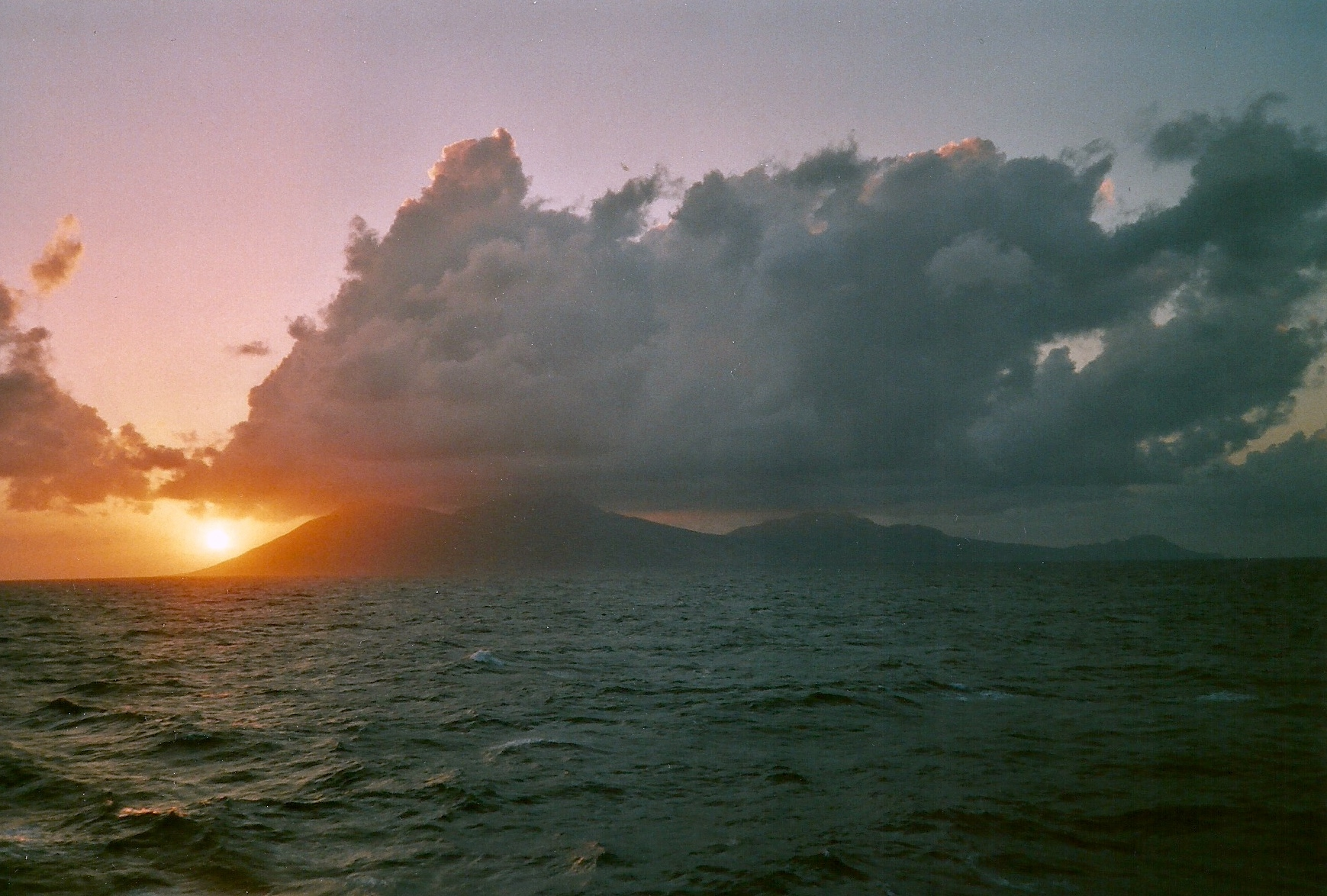
Montserrat từ Con đường Guadeloupe